# Ніч перед Різдвом (балет)
«Ніч перед Різдвом» — балет-фантазія на 3 дії українського композитора Євгена Станковича. Лібрето Олександра Белінського та Володимира Литвинова. За однойменною повістю Миколи Гоголя. Написаний в 1990 році. Балет ставився на сцені Київської опери в середині 1990-х років, був відновлений у 2008 році.

## Постановки
Прем'єра оновленої вистави відбулася 30 жовтня 2008 р. і пройшла з великим успіхом. Є. Станкович використав оригінальний жанровий різновид — балет-пастичо, що дозволило полістилістично об'єднати як в музиці, так і в хореографії різні художні шари — від відвертого гротеску та пародії до тонкої натхненної лірики. Саркастично-гумористичний компонент з дотепною національною ментальністю зосереджений в музиці, за якою йде пластичне прочитання. Для створення образу українського Різдва композитор звернувся до народних «Щедрика» та «Радуйся, земле», які стали інтонаційно-смисловим фундаментом всього балету.
Партитура балету була у всьому багатстві донесена слухачеві оперним оркестром під орудою Алліна Власенка. У новій постановці багато змін внесено у хореографічне вирішення (балетмейстер-постановник В. Литвинов) — воно значно осучаснене новими складними елементами та зорієнтовано на високі технічні можливості нового покоління танцівників. Виконавці прем'єри — Тетяна Лозова (Оксана), Ігор Буличов (Вакула), Тетяна Андрієва (Солоха), Сергій Тихий (Чорт), Дмитро Клявін (Голова) та ін. Сценографічне втілення (художник-постановник М.Левицька) додало балету яскравості та видовищності. Публіка сприйняла балет тепло та емоційно.
У жовтні 2015 році балет ставили у Національній опері України під назвою «Вечори на хуторі біля Диканьки».

## Цікаві факти
15 червня 2013 року колектив Національної опери України ім. Т. Г. Шевченка святкував 20-річчя балету на київській сцені. 